# Маклин, Чарльз (писатель)
Чарльз Маклин (англ. Charles Edward MacLean; род. 31 октября 1946, Великобритания) — британский писатель и публицист, известный главным образом как ведущий эксперт по виски и автор культового психологического триллера «Страж» (1982).
Родился в семье шотландских аристократов: отец — баронет Фитцрой Маклин; мать — леди Вероника Ловат, дочь 23-го главы клана Фрейзер из замка Бофорт. Отец известен как автор книги «Восточные подступы» о своей миссии в Советской России 1937—1939 гг.; за важную роль в операции «Ход конём» получил орден Кутузова. Мать — автор нескольких поваренных книг.
Маклин окончил Итонский колледж и Оксфорд. Служил на флоте. Стоял у истоков журнала Ecologist, работал в качестве художественного редактора журнала Vogue. В первые десятилетия XXI века сотрудничал с телеканалами, печатными изданиями и радио.
В литературе дебютировал в 1972 году, сразу же завоевав свою первую награду на этом поприще — премию Шотландского художественного совета. В 1977 году вышел в свет первый роман писателя — The Pathetic Phallus. Наибольший успех сопутствовал роману 1982 года «Страж». Тем не менее сочинения Маклина не получили широкого признания в литературном сообществе. Дмитрий Быков заметил по этому поводу:
Зато нам какое огромное удовольствие. Мы друг друга мгновенно опознаём, потому что мы, которые любим Маклина, — ценители прекрасного.
Помимо художественной литературы, из-под пера Маклина вышло несколько книг документального характера, связанных с историей Шотландии. С 1981 года регулярно пишет о виски, его «История виски» (Liquid History) выдержала несколько переизданий и переведена на разные языки. В 1992 году стал членом клуба Keeper of the Quaich — привилегированного общества любителей шотландского виски.